# Geulanggang Kulam
Geulanggang Kulam is een bestuurslaag in het regentschap Bireuen van de provincie Atjeh, Indonesië. Geulanggang Kulam telt 1358 inwoners (volkstelling 2010).